# Ulrich Konrad
Ulrich Aloysius Konrad (* 14. August 1957 in Bonn) ist Musikwissenschaftler und Ordinarius am Institut für Musikforschung der Universität Würzburg.

## Werdegang
Ulrich Konrad studierte an den Universitäten Bonn und Wien Musikwissenschaft, Germanistik und Geschichte. Seine Doktorarbeit 1983 befasste sich mit dem Komponisten und Dirigenten Otto Nicolai, der die Zusammensetzung und Aufführungspraxis des Orchesters in der Mitte des 19. Jahrhunderts mit Gründung der Wiener Philharmoniker beeinflusste. Nach seiner Habilitation im Jahr 1991 an der Universität Göttingen mit einer Studie über Mozarts Schaffensweise lehrte Konrad ab 1993 als Professor an der Staatlichen Hochschule für Musik in Freiburg im Breisgau Musikwissenschaft und wurde 1996 Ordinarius für Musikwissenschaft an der Universität Würzburg. Seit Oktober 2023 ist er dort Seniorprofessor der Philosophischen Fakultät am Institut für Musikforschung.
Konrad ist mit der Pädagogin Dr. Christiane Konrad verheiratet und hat drei Kinder.

## Leistungen
Konrad gilt als Experte für die europäische Musik des 17. bis 20. Jahrhunderts, besonders der Werke von Wolfgang Amadeus Mozart, Robert Schumann, Richard Wagner und Richard Strauss. Er ist Vorsitzender der Akademie für Mozart-Forschung der Stiftung Mozarteum in Salzburg, Projektleiter der Robert-Schumann-Gesamtausgabe (bis 2022), der Editionen „Richard Wagner Schriften (RWS)“ und „Richard Wagner Sämtliche Briefe“ (seit 2023) sowie Mitleiter des Akademieprojekts „Robert Schumanns Poetische Welt (RSPW)“.
Ulrich Konrad beschäftigte sich intensiv mit den Werkskizzen und Fragmenten Wolfgang Amadeus Mozarts und konnte daraus Rückschlüsse auf Mozarts Kompositionsweise ziehen. Es hat sich unter anderem ergeben, dass Mozart seine Kompositionen weitaus gründlicher geplant und in mehreren Stufen entwickelt hat als bisher angenommen wurde. Diese Erkenntnisse hat er 1991 in einer Monographie veröffentlicht und außerdem kommentierte Ausgaben sämtlicher Skizzen und Fragmente Mozarts vorgelegt.
Darüber hinaus befasst er sich mit Orgeltabulaturen des 15. bis 17. Jahrhunderts, mit instrumentaler Ensemblemusik des 17. Jahrhunderts sowie mit der Geschichte und Methodologie der Musikwissenschaft.

## Ehrungen
Konrad wurde 1996 mit der Dent Medal der Royal Musical Association London ausgezeichnet. Im Januar 1999 erhielt er die silberne Mozartmedaille der Internationalen Stiftung Mozarteum Salzburg für sein Standardwerk über die Schaffensweise Mozarts und seine Gesamtausgabe der Skizzen Mozarts. Konrad erhielt 2001 als erster und bislang einziger Musikwissenschaftler den Gottfried-Wilhelm-Leibniz-Preis. Konrad ist ordentliches Mitglied der Bayerischen Akademie der Wissenschaften,  der Leopoldina und der Academia Europaea (2005) sowie korrespondierendes Mitglied der Akademie der Wissenschaften zu Göttingen und der Akademie der Wissenschaften und der Literatur Mainz. 2014 wurde er zum Corresponding Member der American Musicological Society gewählt. 2017 erhielt er das Verdienstkreuz 1. Klasse des Verdienstordens der Bundesrepublik Deutschland, 2021 den Bayerischen Maximiliansorden für Wissenschaft und Kunst.

## Veröffentlichungen (Auswahl)
- Wolfgang Amadé Mozart. Kassel u. a. 2005, ISBN 978-3-7618-1821-3.
- Werkstattblicke: Haydn, Beethoven und Wagner beim Komponieren beobachtet. Mit 1 CD. Stuttgart 2014.
- Musikgeschichte und Philologie. Ausgewählte Schriften 1997–2015. Würzburg 2024, ISBN 978-3-8260-8399-0